# Snider-Enfield Rifle
Das Snider-Enfield ist ein englisches Hinterlader-Gewehr des 19. Jahrhunderts im Kaliber .577 Snider. Es wurde von der Royal Small Arms Factory in Enfield hergestellt.

## Baugeschichte

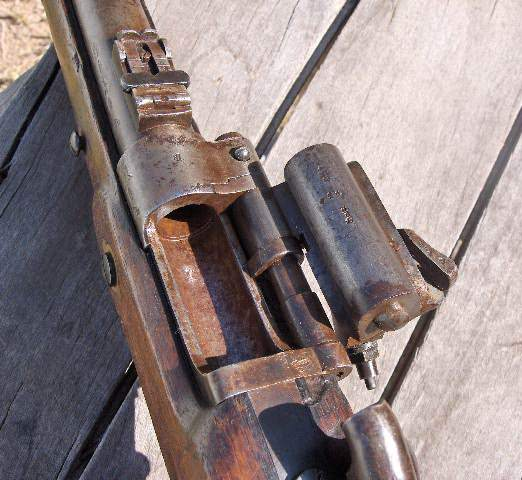
Offener Snider-Enfield Verschluss

Noch zu Zeiten, da der Amerikanische Bürgerkrieg (1861–1865) tobte, war klar, dass den Gewehren mit Hinterladung die Zukunft gehörte. Im Jahre 1864 forderte die Britische Regierung die Büchsenmacher des Landes auf, Vorschläge zur Abänderung der Enfield-Gewehre auf Hinterladung zu machen, wobei die Abänderung pro Waffe nicht mehr als 1 Pfund Sterling kosten sollte. Sehr genau beobachteten die militärischen Mächte sich gegenseitig und als durch die Schlacht von Königgrätz die Überlegenheit des Hinterladers bestätigt schien, begann Österreich noch 1866 die Umarbeitung der Lorenz-Gewehre zu Wänzl-Hinterladern, allein die englische Armee war (aufgrund des hohen Industrialisierungsgrades des Landes) in der Lage, die Umbewaffnung noch 1867 abzuschließen (Mk I*).
Für die Konversion der englischen Infanteriegewehre vom Typ Enfield Rifled Musket 1853 schlug der Amerikaner Jacob Snider dem britischen Board of Ordnance (BO) vor, die Vorderlader in einschüssige Hinterlader umzubauen. Dazu wurde der Lauf im Bereich vor der Schwanzschraube aufgefräst und ein Tabatiereverschluss eingebaut. Das Patent Sniders war allerdings unter dem Superintendent W. M. H. Dixon der Royal Small Arms Factory leicht abgeändert worden. Später folgten Versionen für die kürzeren Sergeant-Gewehre und Karabiner.
Wilhelm von Ploennies, einer der anerkanntesten Fachleute der Ballistik schreibt dazu: Als nach den böhmischen Schlachten die allgemeine technische Bekehrung zum plötzlichen Durchbruch kam, hatte nur England sein Snider-Gewehr und seine Boxer-Patrone als fertige Muster in der Hand. Man hatte das erste der beiden Jahre zur Concurrenz, also zur Auswahl des Systems — das zweite Jahr zur ausschließlichen und consequenten Durchbildung dieses einen gewählten Systems verwendet. Am 21. Juni 1866 konnte die ganze Vorarbeit abgeschlossen, die massenhafte Ausführung der Transformation der Gewehre in Angriff genommen werden, und jetzt (im Februar 1867) ist diese Ausführung schon weit vorgeschritten. Technische Anstände kommen noch vor, werden aber rasch erledigt.
Das vorhandene Kaliber .577 der Enfield Rifled Musket (manche Gewehre bekamen allerdings einen neuen Lauf aus Stahl) wurde beibehalten, allerdings konstruierte Colonel Boxer eine Patrone mit Zentralfeuerzündung. Das Hinterladergewehr wurde von 1866 bis 1875 hergestellt.

## Funktion
Der Verschlussblock ist an einer an der rechten Waffenseite befindlichen, parallel zur Laufachse befindlichen Achse drehbar gelagert und auf der Achse zudem verschiebbar. Um die Waffe zu laden, wird der Hahn in die Ruhrast gelegt. Dann wird der Verschlussblock nach rechts geschwenkt; eine Patrone wird in die Mulde (die ursprünglich Teil des Laufes war) gelegt und mit dem Daumen nach vorn in das Patronenlager geschoben. Der Verschluss wird wieder zurückgeschwenkt und liegt jetzt zwischen der Patrone und der Schwanzschraube. Vor dem Schießen wird der Hahn vollständig gespannt. Wird der Abzug gezogen, wird der Hahn freigegeben und schnellt nach vorn, wo er auf den federnd gelagerten Schlagbolzen trifft und dessen Spitze in das Zündhütchen der Patrone treibt.
Zum Entladen wird der Hahn wieder in die Ruhrast gebracht und der Verschluss nach rechts geschwenkt. Eine Nase vorn am Verschluss greift dabei hinter den Rand der Patronenhülse. Wird der Verschluss entlang seiner Achse nach hinten gezogen, zieht die Nase die Hülse aus dem Patronenlager; mit einer Drehung der Waffe um die Längsachse wird die Hülse aus der Waffe geschüttelt.

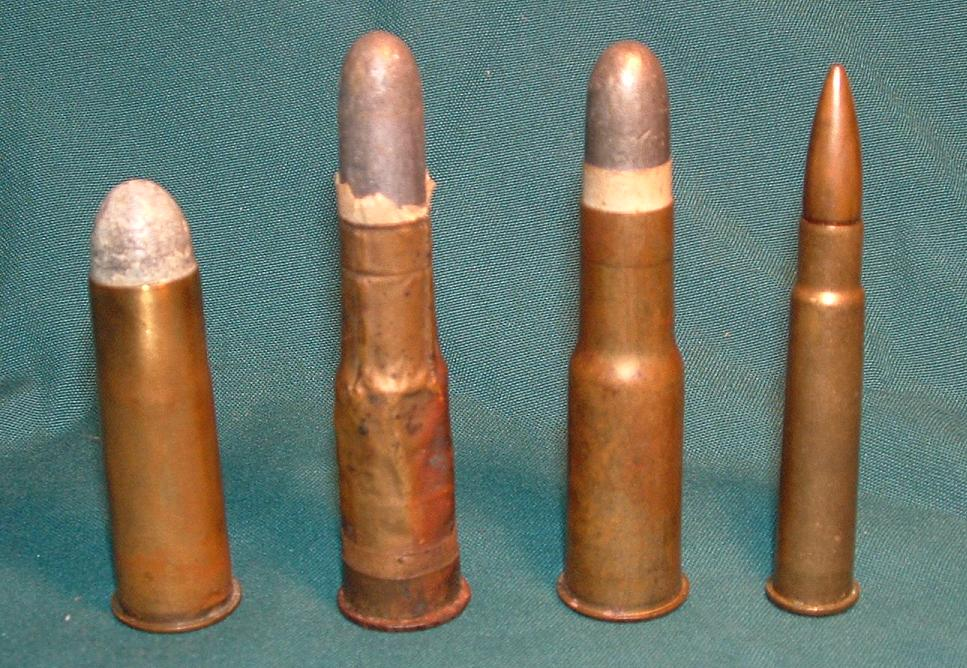
.577 Snider (links) im Vergleich zu anderer Munition

## Wirkung
Bei Schießversuchen durch das Board of Ordnance durchschlugen die Snider-Geschosse auf 30 yards 11 halbzöllige Bretter (27,4 m; 14 cm). Die Konstruktion von Westley-Richards („Monkey Tail“) durchschlug zwar 16 Bretter (20 cm), war aber nicht vollständig gasdicht und nicht so funktionssicher wie das Snider-System.